# Eduard Vorganov
Eduard Vorganov (Vorónezh, 7 de diciembre de 1982) es un ciclista ruso.
Profesional desde 2004, entre sus resultados destacables está la Clásica de Almería 2007 quedando segundo pero pasó a la primera posición debido a la descalificación por dopaje de Giuseppe Muraglia, la 3.ª plaza en la clasificación general de la Vuelta a Eslovaquia 2005, y ser tercero en una etapa de la Vuelta a Asturias 2007.
El 5 de febrero de 2016 se informó que dio positivo por meldonium (producto prohibido relacionado con la hormona de crecimiento) en un control realizado el 14 de enero de 2016 fuera de competición. El equipo Katusha donde militaba Eduard, le suspendió inmediatamente.

## Palmarés
2004
- Memorial Oleg Dyachenko

2005
- Cinco Anillos de Moscú

2007
- Clásica de Almería

2011
- 2.º en el Campeonato de Rusia en Ruta

2012
- Campeonato de Rusia en Ruta

2018
- Tour de Mersin, más 1 etapa

## Resultados en Grandes Vueltas y Campeonatos del Mundo
| Carrera         | Carrera         | 2005 | 2006 | 2007 | 2008 | 2009 | 2010 | 2011 | 2012 | 2013 | 2014 | 2015 | 2016 | 2017 | 2018 | 2019 |
| --------------- | --------------- | ---- | ---- | ---- | ---- | ---- | ---- | ---- | ---- | ---- | ---- | ---- | ---- | ---- | ---- | ---- |
|                 | Giro de Italia  | —    | —    | —    | —    | 19.º | —    | 37.º | —    | —    | 55.º | —    | —    | —    | —    | —    |
|                 | Tour de Francia | —    | —    | —    | —    | —    | 79.º | —    | 19.º | 48.º | —    | —    | —    | —    | —    | —    |
|                 | Vuelta a España | —    | —    | 70.º | 60.º | 26.º | —    | 43.º | —    | —    | 46.º | 39.º | —    | —    | —    | —    |
| Mundial en Ruta | Mundial en Ruta | —    | —    | —    | —    | 51.º | 61.º | —    | 86.º | —    | —    | —    | —    | —    | —    | —    |

—: no participa
Ab.: abandono

## Equipos
- Omnium Dinamo-Moscova (2005-2006)
- Karpin/Xacobeo (2007-2009)
  - Karpin-Galicia (2007)
  - Xacobeo-Galicia (2008-2009)
- Katusha (2010-2016)
- Minsk Cycling Club (2017-2019)